# 장교와 스파이
《장교와 스파이》(프랑스어: J'Accuse)는 2019년 개봉한 프랑스, 이탈리아의 역사 드라마 영화이다. 로만 폴란스키가 감독과 공동각본을 맡았으며, 로버트 해리스의 동명 소설이 영화의 원작이다. 2019 베네치아 영화제 황금사자상 경쟁후보작이자 심사위원대상 수상작이다. 또한, 제45회 세자르상 시상식(2019) 감독상 수상작이자 최다후보작이다.